# Mariä Heimsuchung (Unterdietfurt)

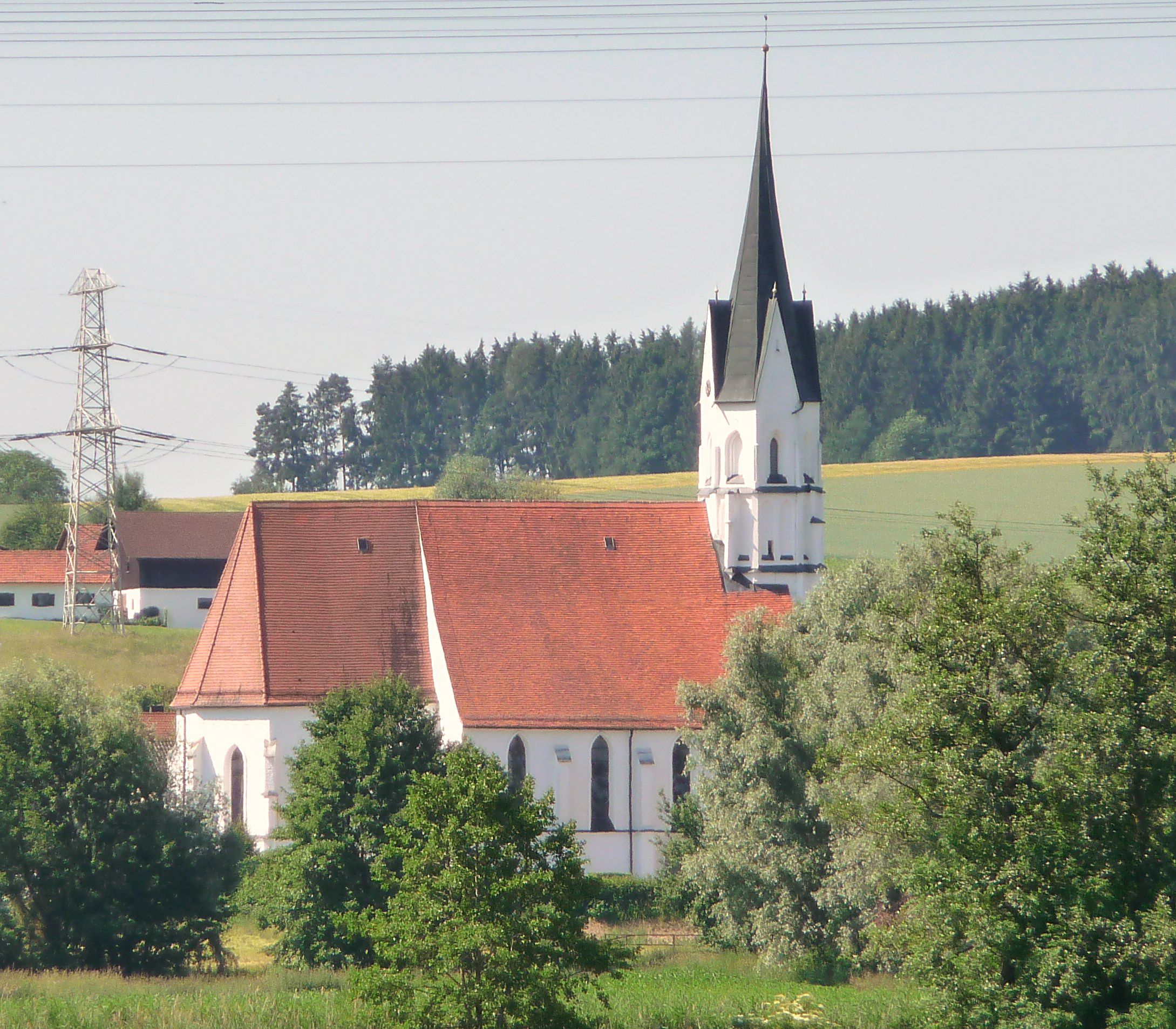
Mariä Heimsuchung (Unterdietfurt)

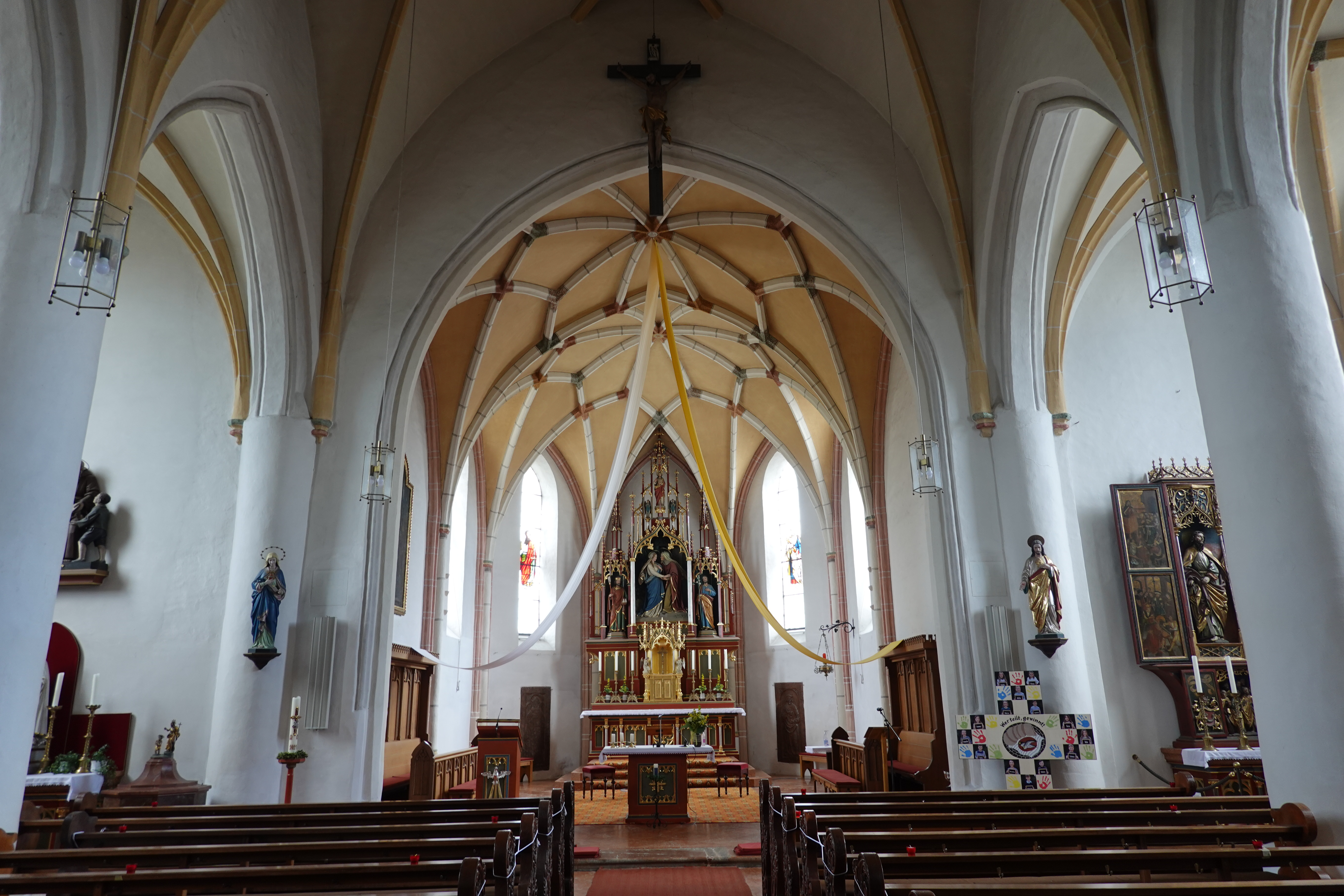
Innenansicht

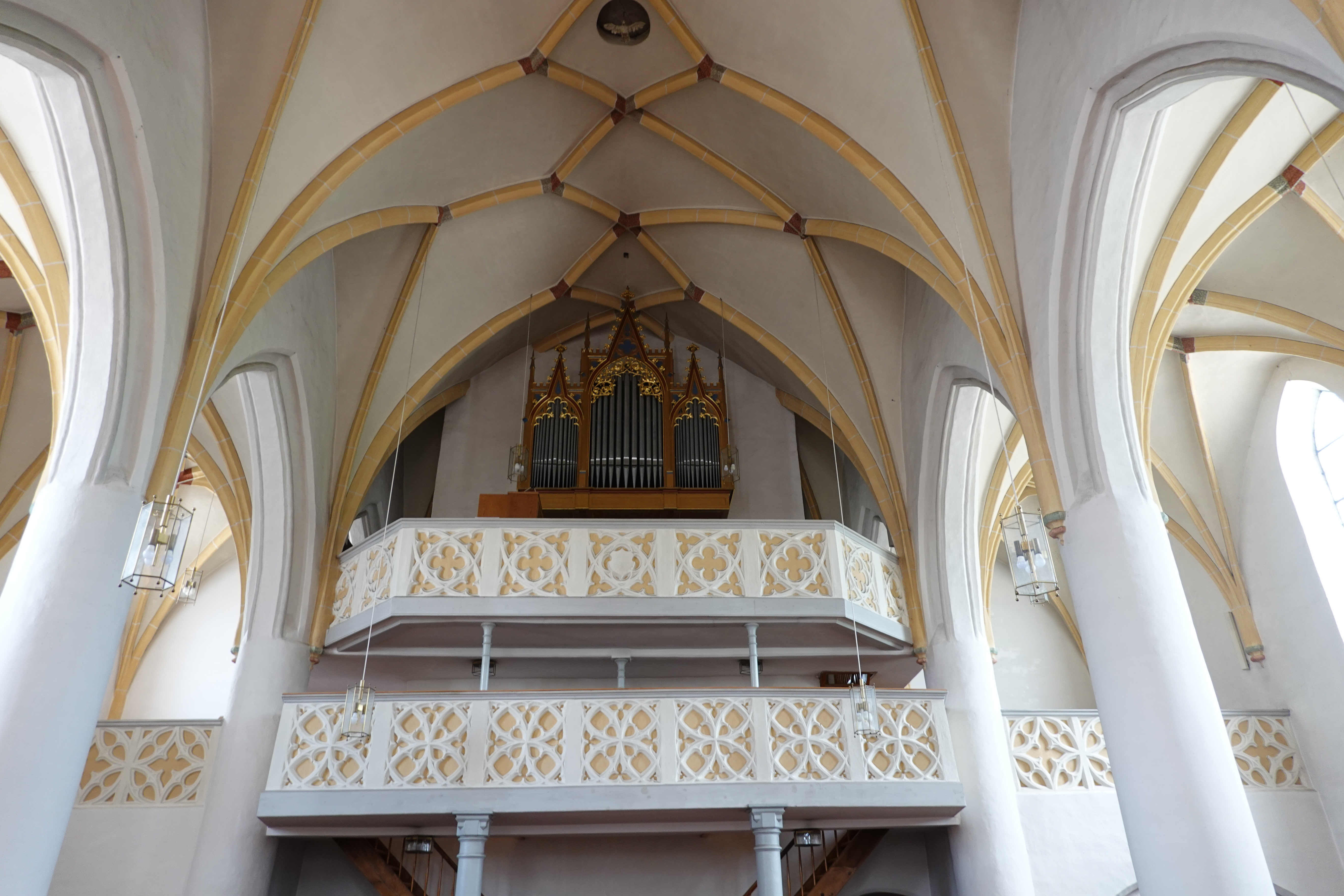
Blick nach Westen

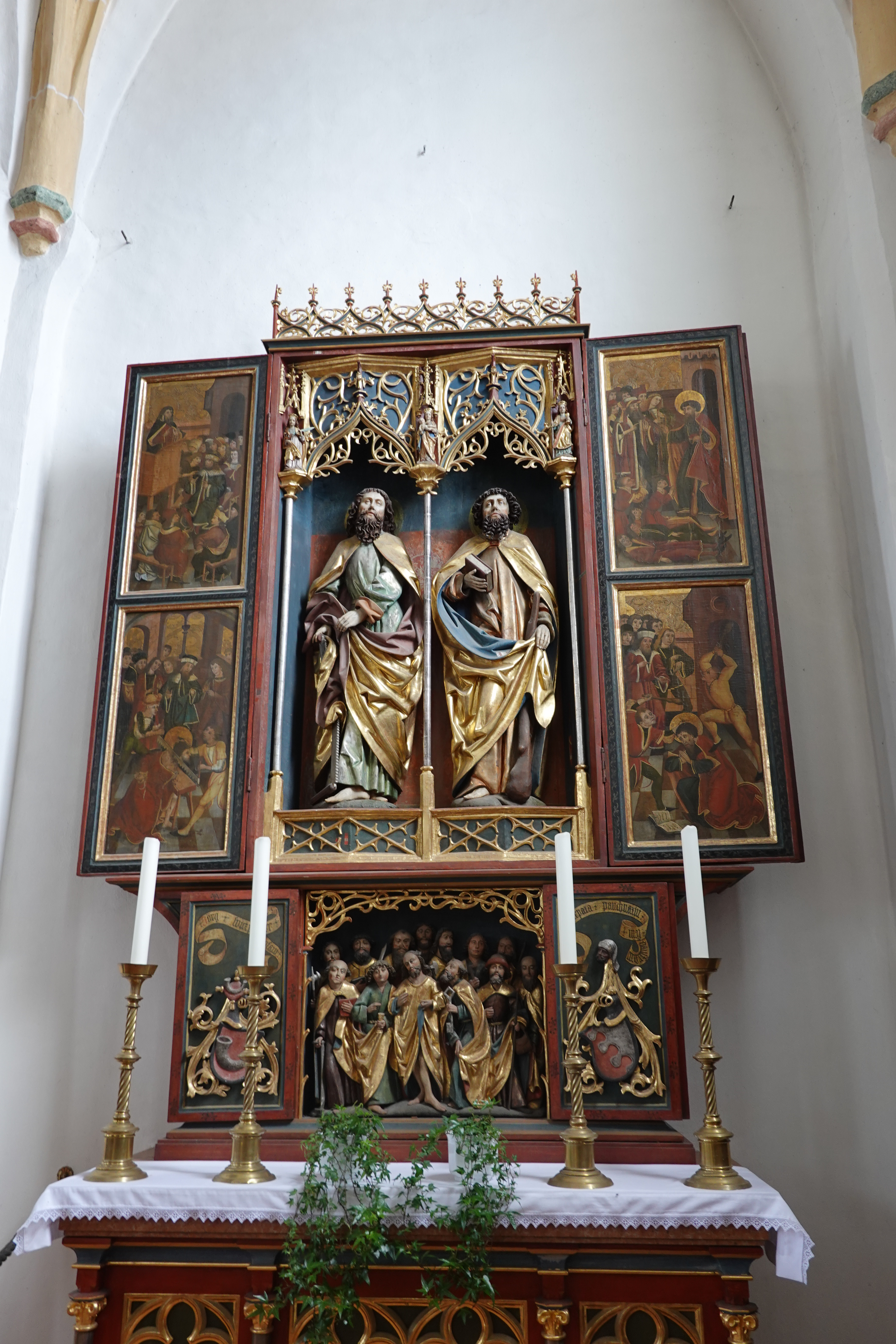
Seitenaltar

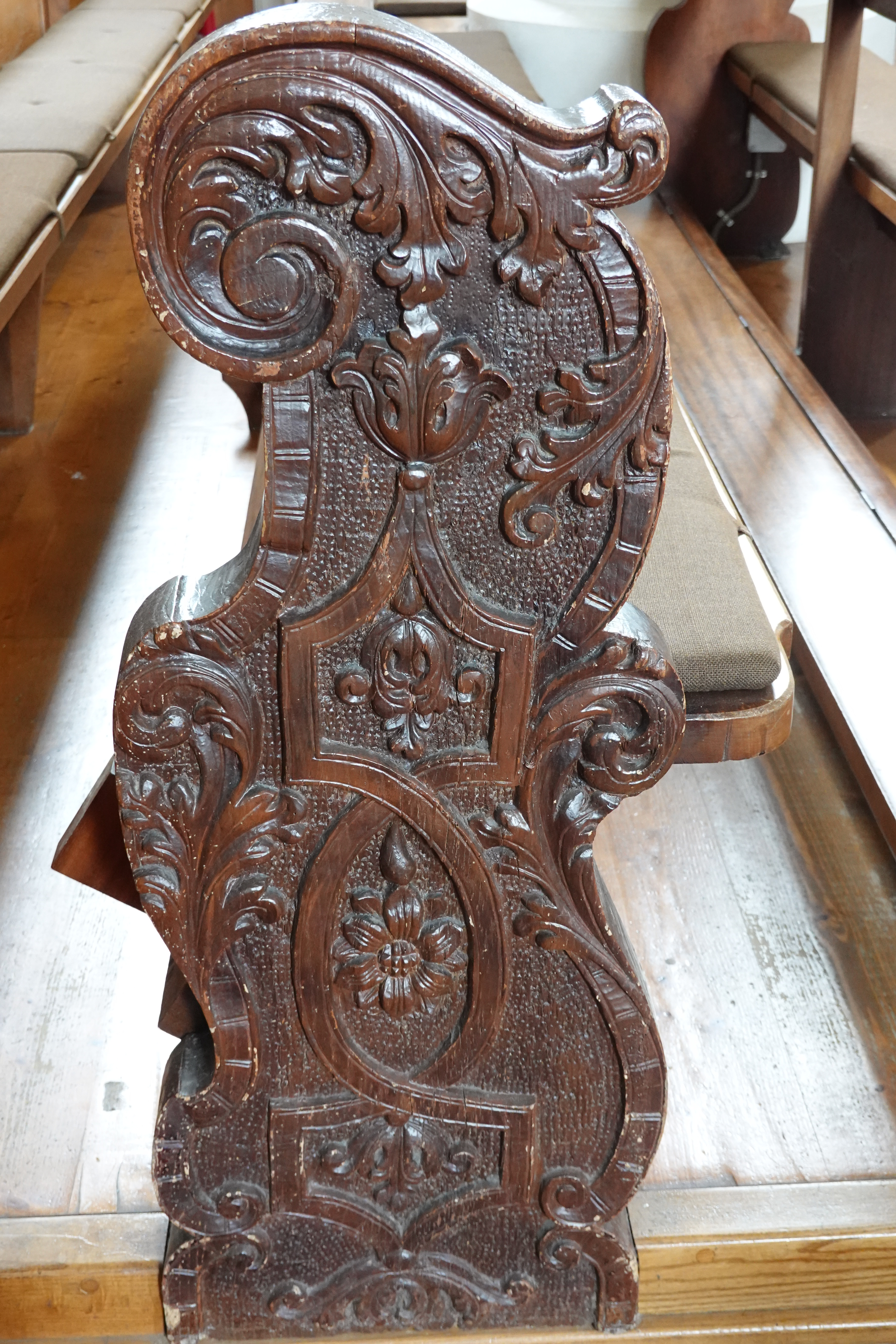
Gestühlswange

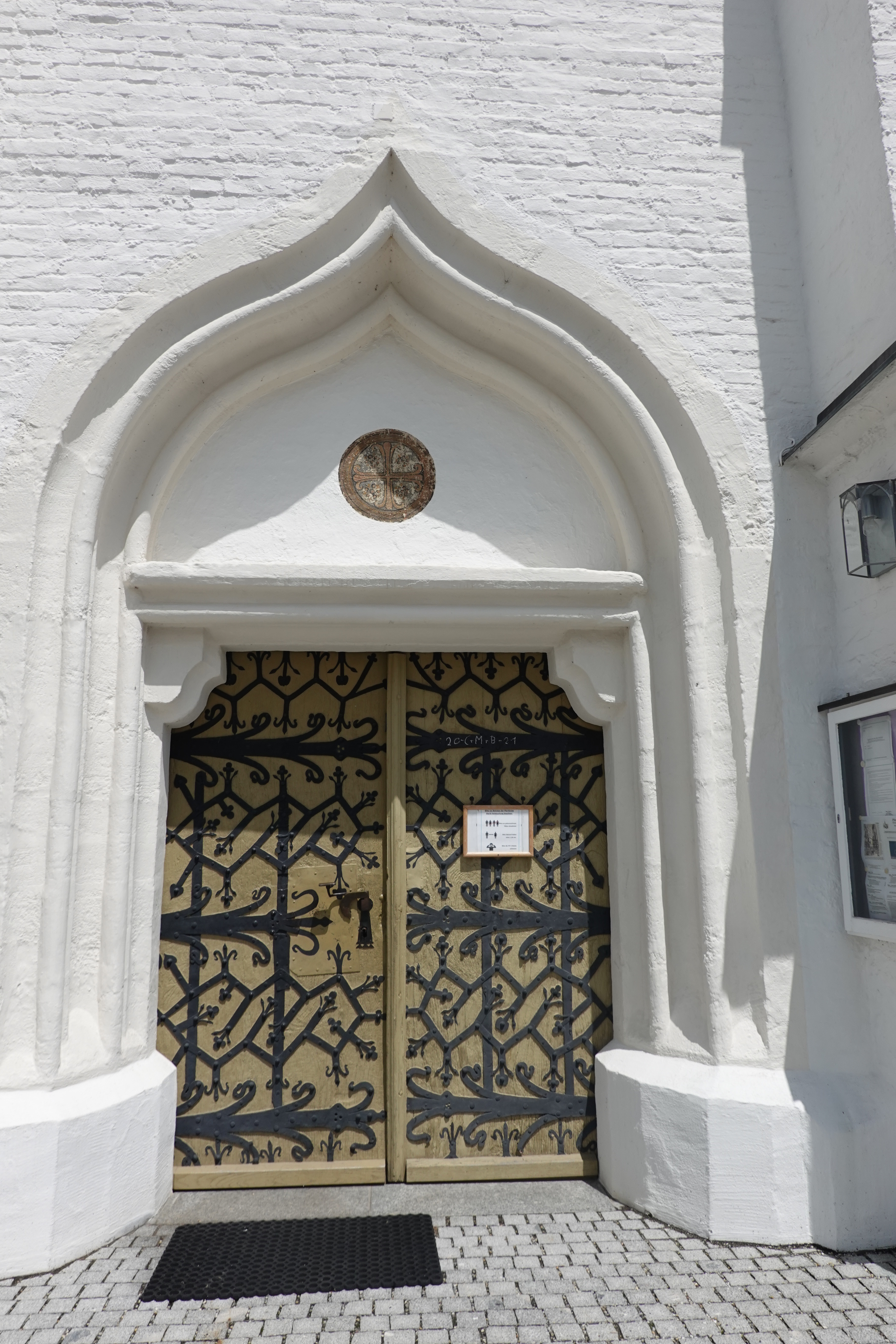
Portal mit spätgotischen Eisenbeschlägen

Die römisch-katholische Pfarrkirche Mariä Heimsuchung ist eine gotische Hallenkirche in Unterdietfurt im niederbayerischen Landkreis Rottal-Inn. Sie gehört zur Kirchengemeinde Mariä Heimsuchung von Unterdietfurt im Bistum Passau und war bis 1950 Mittelpunkt eines Leonhardiritts.

## Geschichte und Architektur
Die Kirche in Unterdietfurt wurde in der zweiten Hälfte des 15. Jahrhunderts als dreischiffige Stufenhalle aus Backsteinmauerwerk errichtet. Sie gehört zu den stattlichsten Kirchen der Spätgotik in dieser Region.

### Äußeres
Der Außenbau ist schmucklos in geschlämmtem Backsteinmauerwerk ausgeführt und wirkt ausschließlich durch die eindrucksvolle Massengruppierung. Allein die Turmbekrönung ist reicher gestaltet. Der Chor ist mit doppelt, das Langhaus mit einfach gestuften Strebepfeilern versehen, die von einem umlaufenden, verkröpften Sohlbankgesims umfasst werden. Die erneuerten Spitzbogenfenster zeigen kein Maßwerk. Der im Grundriss quadratische Westturm ist halb in das Langhaus eingerückt und aus einem quadratischen Unterbau durch Eckstreben ins Achteck übergeleitet. Die Oktogongeschosse sind reich durch dünne dreieckige und flache Vorlagen sowie durch Spitzbogenblenden gegliedert. Das oberste Geschoss zeigt einen Wechsel von vier spitzen, im Gewände profilierten Schallöffnungen mit entsprechenden Blendfeldern und wird durch einen Spitzhelm aus dem 19. Jahrhundert abgeschlossen.
Das Südportal in einer kräftigen Kielbogenrahmung ist mit einem Tympanon auf Kragsturz ausgestattet. Die Türflügel zeigen reiche spätgotische Eisenbeschläge.

### Inneres
Der Raum ist mit dem Raum der größeren Pfarrkirche Eggenfelden verwandt, zeigt jedoch gröbere Detailformen. Er unterscheidet sich von dieser Kirche durch einen stärkeren Ausgleich der Raumrichtungen, wozu die gleichmäßige Lichtführung beiträgt. Die annähernd quadratische Grundform des Langhauses ist vergleichbar mit den Pfarrkirchen von Oberdietfurt und Staudach. Die hochgewölbte Spitztonne des Mittelschiffs wird ausgeglichen durch den herabgestuften Chor und die ebenso hohen Seitenschiffe.
Das vierjochige Langhaus ist gekennzeichnet durch Rundpfeiler mit unvermittelt ansetzenden Scheidbögen, die durch breite Kehle, Rundstab und Fase profiliert sind. Die Rippen stützen sich auf halbrunde Dienststücken über profilierten Polygonkonsolen.
Die Kirche unterscheidet sich von den angegebenen vergleichbaren Bauwerken durch die asymmetrischen Gewölbeformen, welche eine stärkere Strukturierung des Raumes bewirken. Im Mittelschiff sind in das Netz mit quadratischen Rauten alternierend seitwärts verschobene Rauten eingeordnet, die über Stichkappenrippen und kurze Rippenabschnitte im Rippennetz eingespannt sind. In den Seitenschiffen sind vierstrahlige exzentrische Sternfiguren eingestreut, die im rhythmischen Wechsel zum Mittelschiff oder zur Außenwand hin ausgerichtet sind.
Die Ausscheidung des westlichen Joches durch die Empore verstärkt die Breitenorientierung des Raums. Die Empore wurde neugotisch verändert, die Unterwölbung der Empore in den Seitenschiffsjochen stammt jedoch noch aus der Bauzeit.
Der Chor in Mittelschiffsbreite umfasst zwei Joche und endet in einem Dreiachtelschluss. Das Netzgewölbe stützt sich auf Halbrunddienste, die den flachen Schildbogenstellungen vorgelegt sind.  Im Unterschied zu den Gewölben des Langhauses sind diejenigen des Chores weitgehend regelmäßig. Die beiden Rippenfiguren, deren östliche im Polygon eine regelmäßige Sternform zeigt, werden durch eine Gurtrippe voneinander getrennt. Der Chorbogen ist leicht eingezogen, gefast und mit Rundstab profiliert.

## Ausstattung
Der künstlerisch bedeutende Hochaltar aus der Zeit um 1500 diente früher als Seitenaltar. Die neugotischen Ergänzungen wurden später weitgehend beseitigt. Ein zweiteiliger Schrein beherbergt die Schnitzfiguren des Apostels Simon und Judas Thaddäus, deren Fassung vermutlich aus dem 19. Jahrhundert stammt. Kleine Baldachinfiguren stellen die heilige Katharina und Barbara dar, eine Madonnenfigur fehlt. Die dreiteilige Predella zeigt in der Mittelnische stehende Figuren der zwölf Apostel mit Christus. An den geöffneten Seitenflügeln sind geschnitzte Wappen des Jörg Sulzperger zu Hofau († 1508) und seiner Frau angebracht. Die vier hochrechteckigen Gemälde der geöffneten Hauptflügel stellen Lehre und die Wundertätigkeit des Simon und des Judas Thaddäus und das Martyrium beider Apostel dar. Die beiden Apostelfiguren mit den detailreichen Gewändern sind wertvoller als die zugehörigen Gemälde, ähnlich wie bei anderen Altären in der Region. Er gehört zu den aufwändigsten spätgotischen Altären in der Region. Für die Kirchenmusik steht eine elektronische Orgel zur Verfügung.
Ein Gemälde der Begegnung zwischen Maria und Elisabeth aus dem Jahr 1793 wurde durch Johann Nepomuk della Croce geschaffen. Es zeigt das feine Kolorit und die bereits klassizistisch beeinflusste Malerei dieses Meisters aus Burghausen.
Ein Epitaph des Jörg Sulzperger († 1508) und seiner Familie ist laut Jahreszahl an der balusterförmigen Trennungssäule mit Wappenreliefs im Jahr 1533 entstanden. Darüber in einer Arkade mit geschweiftem Bogen ist ein ganzfiguriges Relief des Schmerzensmanns zu sehen, vor dem die Familie des Verstorbenen kniet. Der ungewöhnlich große Rotmarmorstein ist zu den aufwändigsten Renaissance-Grabmälern in der Region zu zählen.